# Censo egipcio de 2006
El Censo de Población de Egipto de 2006 (o más conocido también como Censo de 2006) fue un censo de población que se realizó en Egipto entre el 21 de noviembre y 11 de diciembre de 2006, día que fue declarado feriado a nivel nacional. Este censo fue realizado por la Agencia Central de Movilización Pública y Estadísticas (CAPMAS). Históricamente, este fue el decimotercer censo de población en toda la Historia de Egipto.
El censo del año 2006, logró demostrar que en Egipto vivían alrededor de 72 798 031 personas. Con respecto al anterior censo de 1996, la población egipcia había crecido en un 22,8 %.

## Resultados
| Resultados del censo egipcio de 2006                                         | Resultados del censo egipcio de 2006 | Resultados del censo egipcio de 2006 |
| Puesto                                                                       | Gobernación                          | Habitantes                           |
| ---------------------------------------------------------------------------- | ------------------------------------ | ------------------------------------ |
| 1°                                                                           | El Cairo                             | 7 902 085                            |
| 2°                                                                           | Guiza                                | 6 294 319                            |
| 3°                                                                           | Oriental                             | 5 354 041                            |
| 4°                                                                           | Dacalia                              | 4 989 997                            |
| 5°                                                                           | Behera                               | 4 747 283                            |
| 6°                                                                           | Caliubia                             | 4 251 672                            |
| 7°                                                                           | Menia                                | 4 166 299                            |
| 8°                                                                           | Alejandría                           | 4 123 869                            |
| 9°                                                                           | Occidental                           | 4 011 320                            |
| 10°                                                                          | Suhag                                | 3 747 289                            |
| 11°                                                                          | Asiut                                | 3 444 967                            |
| 12°                                                                          | Menufia                              | 3 270 431                            |
| 13°                                                                          | Kafr el Sheij                        | 2 620 208                            |
| 14°                                                                          | Fayún                                | 2 511 027                            |
| 15°                                                                          | Quena                                | 2 499 964                            |
| 16°                                                                          | Beni Suef                            | 2 291 618                            |
| 17°                                                                          | Asuán                                | 1 186 482                            |
| 18°                                                                          | Damieta                              | 1 097 339                            |
| 19°                                                                          | Luxor                                | 959 003                              |
| 20°                                                                          | Ismailia                             | 953 006                              |
| 21°                                                                          | Puerto Saíd                          | 570 603                              |
| 22°                                                                          | Suez                                 | 512 135                              |
| 23°                                                                          | Sinaí del Norte                      | 343 681                              |
| 24°                                                                          | Matrú                                | 323 381                              |
| 25°                                                                          | Mar Rojo                             | 288 661                              |
| 26°                                                                          | Nuevo Valle                          | 187 263                              |
| 27°                                                                          | Sinaí del Sur                        | 150 088                              |
| TOTAL                                                                        | Egipto                               | 72 798 031                           |
| Fuente: Agencia Central de Movilización Pública y Estadísticas CAPMAS (2006) |                                      |                                      |